# Сугамуші
Сугамуші (*д/н —1540) — усаке (володар) політично-територіального об'єднання муїсків Ірака. Намагався протидіяти іспанським конкістадорам.

## Життєпис
Про дату народження невідомо. За традицією Сугамуші було обрано серед вождів об'єднання Ірака. Відбулося це у 2-й половині 1510-х років. У 1534 році виступив посередником між правителями Хунзи і Бакати, завдяки чому було укладено мир на 2 роки. У 1537 році зі звісткою про появу чужинців (іспанців) зайняв вичікувальну позицію.
Після захоплення і повалення влади сіпи і саке, почав готуватися до збройного спротиву конкістадорам. У битві біля Согамосо зазнав поразки й відступив на територію союзного об'єднання Дуїтама. Його столицю було пограбовано, а храм сонця спалено. Разом з усаке Великим Дуїтамою брав участь у військовій кампанії проти іспанців. Після поразки у 1539 році визнав зверхність короля Іспанії та хрестився під ім'ям Алонсо. Того ж року увійшов в змову разом з деякими усаке проти загарбників, але змову було викрито. Знаходився під вартою, помер вже напочатку 1540 року.